# Aulohalaelurus kanakorum
Aulohalaelurus kanakorum és una espècie de peix de la família dels esciliorrínids i de l'ordre dels carcariniformes.

## Morfologia
- Els mascles poden assolir 79 cm de longitud total.[4][5]

## Hàbitat
És un peix marí de clima tropical i associat als esculls de corall que viu fins als 49 m de fondària.

## Distribució geogràfica
Es troba a Nova Caledònia.